# Spalax nehringi
Spalax nehringi é uma espécie de roedor da família Spalacidae.
Pode ser encontrado na Turquia incluindo as ilhas de Gökçeada e Bozcaada, Geórgia e Armênia. Seu estado taxonômico é incerto, pode se tratar de uma espécie críptica.